# 片野英児
片野 英児（かたの えいじ、1968年 - ）は講談社のウェブマガジン『FORZA STYLE』のコラムニスト。2015年11月2日から『FORZA STYLE』でコラム「アニ散歩」を連載している。
2016年4月、東京新聞と産経新聞の合同企画『40男はつらいよ』にFORZA STYLEの編集長の干場義雅、同じくFORZA STYLEでコラムを掲載している平岡維之、遠藤舞と4人で出演した。この広告企画は新聞、2紙の公式ウェブサイト、Facebook、YouTubeと多媒体で展開され、同年12月1日にはテレビ東京で『40男はらいつー』が放送されて編集長の代わりに博多華丸を加えた4名が出演した。
・身長177cm